# Bourse subcutanée acromiale
La bourse subcutanée acromiale (ou bourse sous-cutanée acromiale ou bourse séreuse sus-acromiale) est la bourse synoviale inconstante située entre la peau et l'acromion.